# Рамирес, Марсело
Марсело Антонио Рамирес Гормас (исп. Marcelo Antonio Ramírez Gormaz; 29 мая 1965, Сантьяго, Чили) — чилийский футболист, выступавший на позиции вратаря.

## Карьера

### Клубная
В 1984 году Рамирес подписывает профессиональный контракт со столичным клубом «Коло-Коло». Следующие 6 сезонов он проведёт в этом клубе и дважды выиграет чемпионат страны и трижды кубок.
В 1990 году Марсело Рамирес переходит на один сезон в Наваль из города Талькауано. Ныне этот клуб прекратил своё существование.
В 1991 году он возвращается в «Коло-Коло», где побеждает ещё в пяти чемпионатах и завоевывает два кубка. Также в 1998 году Марсело Рамирес признан игроком года в Чили. В 2001 году он завершает свою профессиональную карьеру.

### Сборная
В 1993 году Рамирес впервые был вызван в сборную Чили. В составе команды он участвовал в некоторых международных турниров, среди которых Кубки Америки 1993, 1995 и 1999 годов, а также Чемпионат мира 1998 года, в котором он не сыграл ни одного матча.

## Достижения

### Командные

#### Коло-Коло
- Чемпионат Чили: 1986, 1989, 1991, 1993, 1996, Кл. 1997, 1998
- Кубок Чили: 1984/85, 1987/88, 1988/89, 1993/94, 1995/96

### Личные

#### Коло-Коло
- Футболист года в Чили: 1998